# Van Lede (Brugge)
Van Lede was een notabele familie in Brugge.

## Maximilien van Lede
Maximilien Lodewijk Van Lede (Brugge, 18 februari 1759 - 13 juli 1834), zoon van Michel Van Lede en Brigitta Vandenberghe, was beeldhouwer en ingenieur. Hij wordt beschouwd als de uitvinder van de rolschaatsen.
Hij begon zijn artistieke studies aan de Brugse kunstacademie en vervolgde gedurende zes jaar als leerling bij de beeldhouwer Lodewijk Lessuwe. Hij werkte daarna drie jaar in het atelier van Pieter Pepers.
In 1781 trok hij naar Parijs en schreef er zich in aan de Académie Royale des Beaux-Arts bij de Bruggeling Joseph Benoit Suvée. Hij werkte gedurende twee jaar in het atelier van koninklijk beeldhouwer Martin-Claude Monot, en maakte er onder meer de marmerbuste van de Pruisische erfprins Frederic.
Hij vervolgde in het atelier van koninklijk beeldhouwer Gonoy. Hij werkte er aan een bronzen standbeeld met een hoogte van negen voet. Daarna beeldhouwde hij een zeemeermin in marmer. In 1787 bekwam hij de grote prijs voor sculptuur van de Parijse Academie met zijn bas-reliëf De pest in de tijd van koning David.
In 1789, hij was toen dertig, vond hij de rolschaatsen uit.
De Franse Revolutie had als gevolg dat hij dat jaar Frankrijk verliet en naar Engeland uitweek. Hij greep bescheiden werk aan dat hem toeliet te overleven: ornamenten voor schouwmantels, horlogekasten. Hij kreeg stilaan erkenning en mocht het praalgraf maken voor doctor Samuel Johnson, dat als eerste graftombe in Saint Paul's Cathedral geplaatst werd.
Terug in Brugge trouwde hij er in augustus 1793 met Brunona Heinckiens. Hij vond er een welstellend Engels cliënteel dat hem werk verschafte, tot aan zijn dood. Hij interesseerde zich verder voor mechaniek en technische uitvindingen.
In 1817 kocht hij het oude natiehuis van de Genuezen, de Saaihalle, die in verwaarloosde staat verkeerde. Hij voerde instandhoudingswerken uit, maar bleef het gebouw verder verhuren aan de zadelmakers en de cabaretuitbaters die er gevestigd waren. Na het vertrek in 1849 van Tylleman, de laatste zadelmaker, werd door de zoons Van Lede een grondige herstelling doorgevoerd. Eenmaal in goede staat hersteld, werd de Saaihalle verhuurd aan de vereniging Burgerwelzijn.
Op 18 juli 1799 kreeg hij een dochter, Julie. Ze trouwde met de twintig jaar oudere weduwnaar Ivon Delaveleye en ze werden de ouders van de geniale Emile de Laveleye.

## Louis Van Lede
Zoon van Maximiliaan, Louis Van Lede (Brugge, 6 september 1796 - 21 februari 1870) trouwde in 1823 met Thérèse Donny (1802-1868), dochter van veekoopman André Donny en Brunona Van Severen. Ze kregen drie kinderen.
Zijn voornaamste activiteit was de textielhandel (invoer en uitvoer) die hij samen met zijn broer Jean uitoefende. Hij interesseerde zich anderzijds voor de activiteiten van zijn broer Charles met betrekking tot mogelijke kolonisering in Zuid-Amerika en de oprichting in dit perspectief van een Kamer van Koophandel in Brugge.
Hij werd voorzitter van de handelsrechtbank (1853-1863) en ereconsul van Brazilië. In 1824 werd hij lid van de Brugse vrijmetselaarsloge La Réunion des Amis du Nord. Hij werd hoofdman van de Schermersgilde van de Heilige Michiel. In 1819 werd hij lid van de Sint-Sebastiaansgilde, waarvan hij in 1846 stadhouder werd, functie die hij vervulde tot aan zijn overlijden. In 1847 werd hij tot voorzitter gekozen van de Société Philharmonique. Hij fungeerde ook in het bestuur van de Société Littéraire.
Zonder een politiek mandaat te bekleden, behoorde Louis Van Lede tot de invloedrijke bewoners en vond men hem in vriendschappelijke betrekkingen met het machthebbers van het ogenblik. Dit kwam tot uiting door zijn verkiezing tot verantwoordelijkheden in heel wat prestigieuze verenigingen. Het kwam ook tot uiting tijdens de hevige perspolemieken die de periode rijk was, meer bepaald in Het Brugsche Vrije, de krant van priester Benoît Beeckman.
Louis Van Lede woonde in een herenhuis in de Sint-Amandsstraat. Zijn broer Charles woonde bij hem in, wanneer hij in Brugge verbleef.

## Charles Van Lede
Charles Maximilien Van Lede (Brugge, 20 mei 1801 - Brussel, 19 juli 1875), was een ingenieur, internationaal handelaar en kolonisator in Latijns-Amerika.
Zoon van Maximiliaan Van Lede en Brunone Heinckiens.
Hij studeerde in Parijs en promoveerde tot polytechnisch ingenieur.
In 1822 vertrok hij naar Spanje en nam er deel aan de gevechten gevoerd door de Spaanse liberalen tegen koning Ferdinand VII. Van Spanje vertrok hij naar Mexico en werd er door een Britse vennootschap aangeworven en aan het hoofd geplaatst van de mijnen in Thalpuxaua. Tijdens een rondreis doorheen Latijns-Amerika bevond hij zich in Chili tijdens overstromingsproblemen. Hij hielp met succes mee om hieraan te verhelpen. Als gevolg hiervan benoemde de Chileense regering hem tot hoofd van de Dienst Bruggen en Wegen.
In 1830 werd hij door malaria getroffen en in levensgevaar naar België teruggebracht. Hij voegde zich bij zijn broer Louis Van Lede in een groothandelsbedrijf. Samen met hem en andere handelaars stichtte hij een Brugse Kamer van Koophandel, met als doel de export naar Latijns-Amerika te bevorderen. In 1841 opende de groep een filiaal in Rio de Janeiro. In 1841 vertrok een afvaardiging naar Brazilië om er te onderhandelen over de mogelijkheid een kolonie te stichten in Santa-Catarina. Van Lede stichtte een Compagnie belgo-brésilienne de colonisation. Aangezien dit beantwoordde aan de wensen van koning Leopold I werden zijn ideeën gunstig onthaald en door regeringskringen moreel ondersteund. De vennootschap kreeg onder gunstige voorwaarden een groot deel van de provincie Santa-Catarina voor emigratie toegewezen.
In 1844 vertrok Van Lede aan het hoofd van 108 migranten naar Santa-Catarina. Een aantal onder hen had hij in het Brugse Ommeland aangemonsterd, onder meer in Ruiselede, Wingene, Sint-Joris-ten-Distel en Kanegem. Ter plekke bleek alles veel ingewikkelder dan verwacht en kwam de kolonie maar moeizaam tot stand. Het bleek uiteindelijk een mislukking.
Van Lede keerde naar België terug en begaf zich op het politieke pad. Hij werd in 1848 verkozen tot provincieraadslid voor West-Vlaanderen. Hij was zeer actief en mengde zich onder meer in het debat over de problemen van hongersnood. Hij pleitte voor emigratie van de noodlijdende bevolking. In 1852 niet meer verkozen, verdween hij uit het openbare leven, en woonde afwisselend in Brugge en Brussel.
Toen hij, als vrijgezel, overleed, legateerde hij het grootste deel van zijn patrimonium aan de stad Brugge:
- aan de Burgerlijke Godshuizen schonk hij een tiental huizen die hij in Brussel bezat en ook circa 7.000 ha grond in Brazilië;
- aan de Brugse musea schonk hij schilderijen, onder meer een schilderij toegeschreven aan Jan Gossaert;
- aan de stadsbibliotheek schonk hij zijn boekenverzameling.

## Publicaties Charles Van Lede
- De la colonisation au Brésil : mémoire historique, descriptif, statistique et commercial, Librairie polytechnique d'Aug. Decq., 1843.
- De la colonisation du Brésil. Rapport aux membres de la Compagnie brésilienne de colonisation, Brussel, 1846.
- Mappa chronographica da provincia da Sta Catharina, Brussel, z.d.
- Question des Flandres. Expatriation, émigration et colonisation, Brugge, 1848.

### Voor Maximiliaan Van Lede
- Octave DELEPIERRE, Galerie d'artistes brugeois, Brugge, 1840.
- J. J. GAILLIARD, Revue pittoresque des monuments qui décoraient autrefois la ville de Bruges, et qui n'existent plus aujourd'hui: pour servir de complément aux Ephémérides brugeoises, Brugge, 1850.
- E. BAES, Maximilien Van Lede, in: Biographie nationale de Belgique, T. XI, 1890-91.
- Jaak FONTIER, Maximiliaan Van Lede, in: Lexicon van West-Vlaamse beeldende kunstenaars, Deel IV, Brugge, 1995.
- Roger JANSSENS DE BISTHOVEN, La Loge des Génois à Bruges, Genova, 1915.
- Brigitte BEERNAERT, Vlamingstraat 33, de Genuese Loge of Saaihalle, in: Open Monumentendagen 1992.
- Alexandre CHARTIER,  Maximiliaan Lodewijk Van Lede (Netherlands) - the inventor of the "roller skates for the ground", in: Roller Skating Magazine, 26 maart 2010.

### Voor Louis Van Lede
- J. J. GAILLIARD, Ephémérides brugeoises (...), Brugge, 1847, blz. 416.
- Henri GODAR, Histoire de la Gilde des archers de Saint Sébastien de la Ville de Bruges, Brugge, Stainforth, 1947.

### Voor Charles Van Lede
- Marie VAN LANGENDONCK, Une colonie au Brésil : récits historiques, Gerrits, 1862.
- Necrologie Charles Van Lede, Journal de Bruges, 21.7.1875, p. 2
- Ora-Westley SCHWEMMER, The Belgian Colonization Company: 1840-1856, Tulane University, 1966.
- C. FICKER, Charles Van Lede e la colonizado Belga en S. Catarine, Blumenau, 1972.
- Luc SCHEPENS, Charles Van Lede, in: Nationaal Biografisch Woordenboek, Deel VI, Brussel, 1972.
- Luc SCHEPENS, De provincieraad van West-Vlaanderen, 1836-1921, Tielt, Lannoo, 1976.
- Robert Raymond Ansiaux, Early Belgian colonial efforts. The long and fateful shadow of Leopold I, PhD Thesis, The University of Texas, 2006
- Bart DEMUYNCK, Een Brugse kolonie in Brazilië: 'Adieu, Vlaenderen en Braband, Wy gaen  naer 't Luy Lekkerland, in: Brugs Ommeland, 2015.
- Peter DE BAETS, Santa Catarina in Brazilië, in: Biekorf, 2020, blz. 256.